# ぐあんばーる
株式会社ぐあんばーる（英文社名:Guan Barl.,Ltd.）は、日本の東京都港区に本社を置き、テレビ・ラジオ番組企画制作、雑誌・写真集等の企画制作やアーティスト・タレントのマネージメントを行っている芸能事務所。田辺エージェンシーのグループ会社。代表取締役は菅原潤一。

## 沿革
1985年1月7日、田辺エージェンシーの社員だった菅原潤一が設立。音楽プロデューサー長戸大幸と提携し、同年6月1日、TUBEをデビューさせ、人気バンドに育てる。菅原は独立後も田邊昭知の側近として関係を維持し、2024年2月20日、田邊に代わって田辺エージェンシー代表取締役社長に就任した。

## 所属アーティスト・タレント
- TUBE - マネジメントは傘下のホワイトミュージック
- 貴水博之
- ザ50回転ズ
- 横尾要
- 玉川美沙
- FIZZYPOP
- 川藤幸三（業務提携）
- 半田健人（業務提携）

## 過去の所属アーティスト・タレント
- 赤星昇一郎
- アシガルユース
- 井上明美
- 佳苗
- 清貴
- 島崎路子
- 島田典子
- ジェロ
- 瀧川鯉斗
- ちめいど
- はる
- 三田文代
- モエヤン
- REVALCY
- 米村裕美
- 藍井エイル

## 関連会社
- ホワイトミュージック - TUBEのデビューに合わせて、音楽制作会社ビーイングと共同出資で設立。取締役に長戸大幸が就任していた。
- ジー・ミュージック - 音楽出版管理会社。